# Unintelligent Design

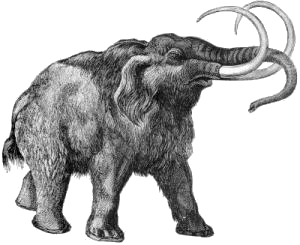
Das Mammut starb laut UD durch den unintelligenten Plan des Schöpfers aus

Unintelligent Design (kurz: UD) bezeichnet eine Religionsparodie, die auf ein gleichnamiges Buch von Mark Perakh zurückgeht. Die darin dargelegten Thesen sind als satirische Reaktion auf die von vielen fundamentalreligiösen Kreisen unterstützte Intelligent-Design- (kurz: ID) beziehungsweise Kreationismus-Bewegung gedacht.

## Inhalt
Laut Perakh begann das Leben mit einer Schöpfung. Im Gegensatz zu Intelligent Design gab es aber keinen perfekten Plan des Lebens, sondern einen nur mangelhaft durchdachten. Das Aussterben von Arten und das Entstehen nicht überlebensfähiger Arten wird also auf die Fehler im Design zurückgeführt. Unintelligent Design bietet daher eine (satirisch gemeinte) Erklärung für einige Schwächen des Intelligent Design.
Als Beispiel werden die Elefanten genannt: Man hat Fossilien von 25 verschiedenen Arten gefunden, doch nur drei davon haben bis in die heutige Zeit überlebt. Der Schöpfer, der unbedingt „große Säuger mit großen Ohren und langer Nase“ in der Welt haben wollte, habe fehlerhaft gearbeitet, sodass die meisten ausgestorben sind.
Mit Unintelligent Design sollen die Schwachpunkte des Intelligent Design herausgestellt werden, indem es sich der gleichen Methoden bedient. Beispielsweise werden im Internet durch „Anhänger“ des UD die UD-Standpunkte offensiv und mit einem Anstrich von Wissenschaftlichkeit dargestellt, so wie es oft auch bei Befürwortern des ID zu sehen ist.
Außerdem karikiert die UD-Bewegung den Kreationismus bzw. das ID und seine Anhänger, um darauf hinzuweisen, dass nach heutigem Forschungsstand und weit überwiegender wissenschaftlicher Meinung nur Theorien der Evolution durch Mutation und Selektion die Entwicklung und den Reichtum der Arten befriedigend erklären. Gleichzeitig wird ironisch auf die Versuche der Kreationisten hingewiesen, insbesondere die Evolutionstheorie, aber auch Naturwissenschaften zu beeinflussen und gegen ihre religiös-fundamentalistisch geprägte Sichtweise auszutauschen.

## Weiteres
Im Sachbuch Die Schöpfungslüge: Warum Darwin recht hat des britischen Evolutionsbiologen Richard Dawkins widmet sich ein Kapitel dem Unintelligent Design. Anhand einiger Beispiele wird die Frage gestellt, warum ein intelligenter Designer bestimmte Lebewesen mit offensichtlichen Mängeln geschaffen habe, bzw. warum bestimmte Teile des Körpers unsinnige Größen bzw. Formen hätten. Dawkins führt dafür unter anderem auf: Rudimente – ein zweites und unsinniges Flügelpaar bei Fliegen; Gänsehaut beim Menschen (ein Atavismus, der vom ehemaligen Aufrichten des Fells stammt); Wirbeltierauge; der menschliche Samenleiter, der einen nicht erklärbaren Umweg durch den menschlichen Körper nimmt; den rückläufigen Kehlkopfnerv – dieser nimmt einen großen Umweg durch den Körper (bei Giraffen bis zu 5 Meter). Weiterhin nennt Dawkins die Tatsache, dass der Beutel des Koalabären nach unten geöffnet ist, obwohl dieser auf Bäumen lebt. Erklärt wird dies mit der Abstammung von einem Tier, das dem heutigen Wombat ähnlich ist und das in Höhlen und unterirdischen Gängen lebte. Als Wombat bewegte er sich horizontal, und ein nach oben geöffneter Beutel hätte beim Tunnelgraben Dreck auf den Säugling geschleudert. Ein weiteres Beispiel sind die unpraktisch nach oben geöffneten Kieferhöhlen beim Menschen, die dadurch erklärbar sind, dass unsere Vorfahren Vierbeiner waren und sie also nach vorne zeigten.